# 卡斯泰蒂斯
卡斯泰蒂斯（法語：Castétis，法語發音：[kastetis]）是法国大西洋比利牛斯省的一个市镇，位于该省北部，属于波城区。

## 地理
卡斯泰蒂斯（43°28'7"N, 0°42'50"W）面积9.06 平方千米，位于法国新阿基坦大区大西洋比利牛斯省，该省份为法国东南部省份，涵盖了贝阿恩与北巴斯克，西临大西洋比斯開灣，北至朗德省，东北接热尔省，东临上比利牛斯省，南与西班牙接壤。
与卡斯泰蒂斯接壤的市镇（或旧市镇、城区）包括：阿尔加尼翁、巴朗桑、比龙、奥尔泰兹、萨尔普朗克斯。

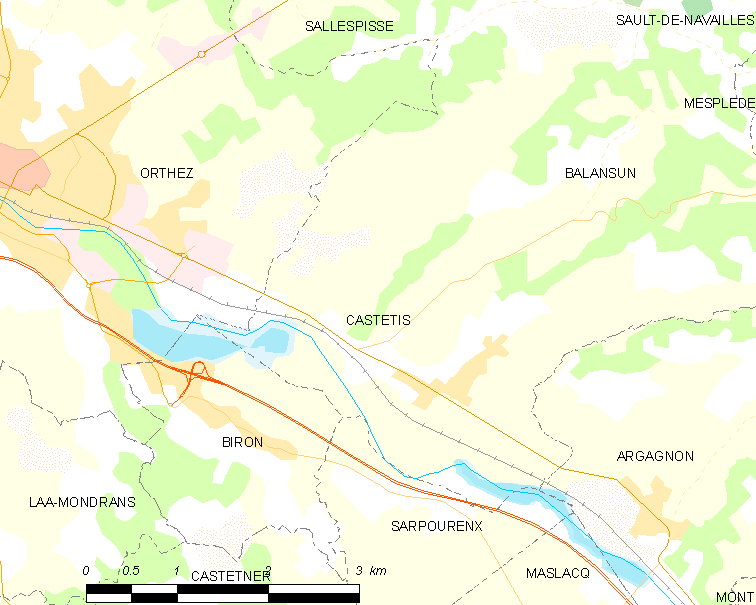
卡斯泰蒂斯的OSM定位图

卡斯泰蒂斯的时区为UTC+01:00、UTC+02:00（夏令时）。

## 行政
卡斯泰蒂斯的邮政编码为64300，INSEE市镇编码为64177。

## 政治
卡斯泰蒂斯所属的省级选区为阿尔蒂克斯和苏贝斯特尔地区县。

## 人口

1962-2008年间卡斯泰蒂斯人口变化图示

卡斯泰蒂斯于2022年1月1日时的人口数量为644人。